# Marek Zieliński (inżynier)
Marek Szymon Zieliński (ur. 24 marca 1950 w Łodzi, zm. 16 kwietnia 2021) – polski inżynier elektronik, profesor nauk technicznych; specjalizował się w fizycznych podstawach mikroelektroniki oraz metrologii; profesor zwyczajny Instytutu Fizyki Wydziału Fizyki, Astronomii i Informatyki Stosowanej Uniwersytetu Mikołaja Kopernika oraz profesor Wyższej Szkoły Gospodarki w Bydgoszczy.

## Życiorys
W 1975 ukończył studia z elektroniki i automatyzacji na Wydziale Elektroniki Politechniki Gdańskiej. W 1977 został na macierzystej uczelni zatrudniony jako asystent, a w 1985 na podstawie pracy pt. Badanie struktury geometrycznej powierzchni metodą optycznej transformacji Fouriera w celu sterowania procesami wytwarzania uzyskał stopień doktora. Habilitował się w roku 2000 w Wojskowej Akademii Technicznej w Warszawie na podstawie oceny dorobku naukowego i publikacji Wybrane aspekty pomiaru funkcji intensywności procesów niestacjonarnych w zakresie nano i pikosekundowych rozdzielczości systemu pomiarowego.
W 2003 został zatrudniony na stanowisku profesora nadzwyczajnego toruńskiego UMK, gdzie objął funkcję kierownika Zakładu Fizyki Technicznej i Zastosowań Fizyki. Od 2004 pełni także funkcję kierownika Studium Politechnicznego przy Wydziale Fizyki, Astronomii i Informatyki Stosowanej UMK. Z czasem uzyskał awans na profesora zwyczajnego oraz kierownika: Zespołu Automatyki i Systemów Pomiarowych i Katedry Automatyki i Systemów Pomiarowych Instytutu Fizyki UMK. Tytuł naukowy profesora nauk technicznych został mu nadany w 2013.
Jego zainteresowania badawcze dotyczyły m.in. takich zagadnień jak: systemy pomiarowe, pomiary wielkości elektrycznych i nieelektrycznych, pomiar odcinka czasowego oraz wykorzystanie układów programowalnych w systemach pomiarowych.
Swoje prace publikował m.in. w „Measurement", „Metrology and Measurement Systems", „Review of Scientific Instruments" oraz w „Elektronice – konstrukcjach, technologiach, zastosowaniach".